# Município de Eagle (condado de Hancock, Ohio)
O município de Eagle (em inglês: Eagle Township) é um município localizado no condado de Vinton no estado estadounidense de Ohio. No ano 2010 tinha uma população de 704 habitantes e uma densidade populacional de 8,32 pessoas por km².

## Geografia
O município de Eagle encontra-se localizado nas coordenadas 39° 19′ 46″ N, 82° 42′ 43″ O. Segundo a Departamento do Censo dos Estados Unidos, o município tem uma superfície total de 84.61 km², da qual 84,18 km² correspondem a terra firme e (0,51 %) 0,43 km² é água.

## Demografia
Segundo o censo de 2010, tinha 704 pessoas residindo no município de Eagle. A densidade populacional era de 8,32 hab./km².